# 小行星715
小行星715（715 Transvaalia）是一颗围绕太阳公转的小行星。1911年4月22日，哈里·埃德溫·伍德在约翰内斯堡描述了此天体。
1911年4月22日，哈里·埃德温·伍德（Harry Edwin Wood）发现了一颗代号1911 LX的小行星，这颗小行星后来以当时南非川斯瓦省命名为德蘭士瓦。1920年4月23日，代号1920 GZ的天体被发现，后来编号并命名为「蘇西星」（933 Susi）。1928年，人们发现这先后发现的两个天体是同一颗小行星，第一个名称德蘭士瓦得到保留，而编号933和名称Susi重新分配给卡尔·威廉·赖因穆特在1927年2月10日发现的小行星1927 CH。
这颗小行星的绝对星等为10.0等。
小行星715是第一颗在非洲发现的编号小行星。

## 相关條目
- 小行星列表/10001-11000

## 外部連結
- Asteroid Lightcurve Database (LCDB) （页面存档备份，存于）, query form (info （页面存档备份，存于）)
- Dictionary of Minor Planet Names, Google books
- Discovery Circumstances: Numbered Minor Planets (10001)-(15000) （页面存档备份，存于） – Minor Planet Center
- 小行星715 at AstDyS-2, Asteroids—Dynamic Site
  - Ephemeris · Observation prediction · Orbital info · Proper elements · Observational info
- NASA JPL小天體瀏覽器上的小行星715

| 前一小行星： 小行星714 | 小行星列表 | 後一小行星： 小行星716 |